# Lepidochrysops pringlei
Lepidochrysops pringlei är en fjärilsart som beskrevs av Dickson 1982. Lepidochrysops pringlei ingår i släktet Lepidochrysops och familjen juvelvingar. IUCN kategoriserar arten globalt som sårbar. Inga underarter finns listade i Catalogue of Life.